# Amalia Fraguela
Amalia Fraguela (Sedes, 1884 - Ferrol, 1958) fue una anarcosindicalista española.

## Trayectoria
Amalia Fraguela nació en la parroquia rural de Santo Estevo de Sedes, perteneciente al ayuntamiento de Narón, provincia de La Coruña. Las primeras noticias que se tienen de ella datan de 1912, gracias a una publicación en la prensa local. La noticia anunciaba la inscripción de la hija de Fraguela y su compañero, Vicente Couce, en el Registro Civil de Ferrol. Le dieron el nombre de Luz Armonía. Ambos eran militantes libertarios y protestaron así contra el conservadurismo y el poder de la iglesia en la sociedad. Era una costumbre habitual para el anarquismo de la época que ante cualquier celebración de actos civiles como matrimonios, inscripción de nacimientos y entierros, se publicasen en la prensa obrera y republicana para darles mayor relevancia y difusión.

## Activismo
En el verano de 1912, Amalia Fraguela, Rosario Sardina y Emilia Cora formaron en Ferrol uno de los primeros grupos de mujeres anarquistas al que denominaron La Antorcha. Iniciaron su actividad elaborando un manifiesto titulado "A las mujeres". Su objetivo era cooperar con la propaganda emancipatoria de las mujeres y otros grupos afines. Sin embargo, las actividades de La Antorcha no duraron mucho tiempo, porque Amalia Fraguela se marchó de Ferrol con destino al País Vasco.
Aun así, la huella de Amalia Fraguela se siguió notando en el periódico anarquista ferrolano Cultura Libertaria en la que se publicaron varios artículos de las libertarias más famosas del momento como Isabel Barea y Teresa Claramunt.
Desde su llegada a Baracaldo fue una sindicalista muy activa, dejando constancia de sus acciones en múltiples facetas. Participó en varias campañas solidarias para recaudar dinero, como en la ayuda de personas presas por cuestiones sociales y en otra de ayuda a los libertarios mexicanos en el año 1912.
Enseguida tomó parte en mítines, destacando el celebrado en Baracaldo en noviembre de 1912, en el local de la Sociedad de Cargadores del Muelle, donde cerró el acto junto a otros compañeros, resaltando la importancia de la educación en aras de la libertad y el progreso.
Amalia Fraguela seguía con su idea de organizar a las mujeres y hacer propaganda de los ideales anarquistas entre ellas. Fruto de este empeño tuvo lugar la fundación del grupo anarquista femenino Luz y Armonía, en marzo de 1913. Así, manifestaron su objetivo de propagar los ideales anarquistas a través de folletos y de prensa tratando de educar y educarse.
Colaboró en varias publicaciones de la época como en El látigo de Baracaldo, -periódico pionero en la defensa de las mujeres trabajadoras- y también en Tierra y Libertad -que pervive actualmente con su versión digital-. El artículo de Amalia Fraguela "A las Mujeres" se publicó en el año 1913 y desde el principio refleja el compromiso fundacional del grupo Luz y Armonía, con la lucha emancipatoria de las mujeres:

"Romped, amigas mías, esa terrible cadena que os oprime; avanzad animosas y desechad esas rancias ideas que cada día aumentan más vuestra situación de esclavas y hacen más dificultoso vuestro camino".
Amalia Fraguela

## Últimos años
Regresó a Ferrol durante la II República pero estuvo apartada de la militancia.
Su hijo, Vicente Couce Fraguela, militante de las Juventudes Libertarias, estaba haciendo el servicio militar en el Cuartel de Dolores de Ferrol cuando estalló el Golpe de Estado en 1936. Vicente Couce intentó participar en la liberación de varios presos condenados a muerte, pero la acción fue descubierta y los implicados ajusticiados sumariamente. Tenía 17 años.
No hay mucha información sobre su vida en los años siguientes. Se sabe que a partir de 1942 trabajó en el servicio de limpiezas del Ayuntamiento de Ferrol. Poco tiempo después de su jubilación murió en el anonimato en el año 1958.

## Homenajes
- Una calle lleva su nombre en la localidad de Narón.[13]